# Яла (співак)
Ясмин Фазлич (босн. Jasmin Fazlić; 16 жовтня 1986 року, Сараєво, Югославія), найбільш відомий під своїм сценічним ім'ям Яла (босн. Jala) — боснійський хіп-хоп виконавець і автор пісень. 2016 року разом з Діном, Далал Мідхат-Талакич і Аною Руцнер представляв Боснію і Герцеговину на Євробаченні 2016 із піснею «Ljubav je».